# بستنی اکبر مشتی

بستنی فروش دوره‌گرد در حوالی ۱۹۰۰ میلادی.

بستنی اکبر مَشتی یک شخص ملایری و نخستین بستنی فروشی ایرانی است که در سال ۱۳۱۸ هجری قمری و در خیابان ری تأسیس شد که بعدها حتی در پاریس و لس آنجلس هم به شهرت رسید.
مغازه او در خیابان ری علاوه بر بستنی سنتی، فالوده و هل گلاب هم می‌فروشد.

## اکبر مشتی
اکبر مشتی (۱۲۵۰–۱۳۴۲) نخستین ایرانی بود که به تجارت بستنی روی آورد. نام واقعی او اکبر جعفری ملایری بود.
اکبر ملایری در سال ۱۸۶۸ میلادی در روستایی در ملایر به دنیا آمد. اکبر پیش از بستنی فروشی مشاغل متعددی را آزمود. مدتی شکر و چای از تهران به شهرهای شمالی می‌برد و از آنجا هیزم به تهران می‌آورد تا بتواند روزگارش را بگذراند.
در سن ۲۰ سالگی با «ممد ریش» آشنا شد. ممد ریش با درباریان مظفرالدین شاه آشنایی داشت و از این طریق او هم توانست با بستنی آشنا شود. زمانی که رضا شاه به قدرت رسید، اکبر ملایری و ممد ریش زمان را برای گشایش نخستین بستنی فروشی ایران مناسب دیدند و نخستین بستنی فروشی خود را با کمک مالی برادر خود (شعبان ملایری) در خیابان ری نبش خیابان ادیب الممالک افتتاح کردند. دو سال بعد ممد ریش از این کار دست کشید اما اکبر کماکان مصمم به ادامه این راه بود.
محمد ملایری پسرخوانده و برادرزاده همسر اکبر مشتی است که پس از بازنشستگی از وزارت نفت مجدداً کار اکبر مشتی (که پس از انقلاب تعطیل شده بود) را ادامه داد و مغازه‌ای در تجریش برای این کار به راه انداخت. محمد ملایری تنها وارث اکبر مشدی می‌گوید: «بستنی ایرانی که اکبر مشتی درست کرد با نوع خارجی آن کاملاً متفاوت بود. ایرانیان سرشیر، گلاب و زعفران را بیشتر می‌پسندیدند. اکبر مشتی از برخی گیاهان به جای افزودنی‌های غذایی استفاده کرد.» او اضافه می‌کند، اکبر مشتی زحمت زیادی کشید. او مجبور بود زمستان‌ها را در کوه‌های اطراف تهران به دنبال تهیه یخ باشد. در آن زمان هنوز یخچال در کشور وجود نداشت و مردم از یخچال طبیعی استفاده می‌کردند؛ آن‌ها گودال‌های عمیق گاه تا ۶۰ متر حفر و در آن‌ها برای تابستان یخ انبار می‌کردند. درباریان، سفرا و مردم عادی مشتریان اکبر مشتی بودند. محمد می‌گوید: «یکبار فخرالدوله (مادر علی امینی) اکبر مشتی را با خودش به فرانسه برد تا آن جا برایشان بستنی سرو کند.» 
اکبر مشتی بیش از نود سال عمر کرد و در نود و هفت سالگی از مشکل کلیه درگذشت. روزنامه‌های عراقی و پاکستانی هم خبر درگذشت او را چاپ کردند. یک دیپلمات پاکستانی مقاله‌ای در بزرگداشت او نوشت. هر کیلوگرم بستنی درجه یک اکبر مشدی در زمان حیاتش سه ریال بود اما او شاهد صنعتی شدن بستنی سازی نبود.